# Halliday (Dakota du Nord)
La ville de Halliday est située dans le comté de Dunn, dans l’État du Dakota du Nord, aux États-Unis. Sa population s’élevait à 188 habitants lors du recensement de 2010, estimée à 198 habitants en 2018.

## Histoire

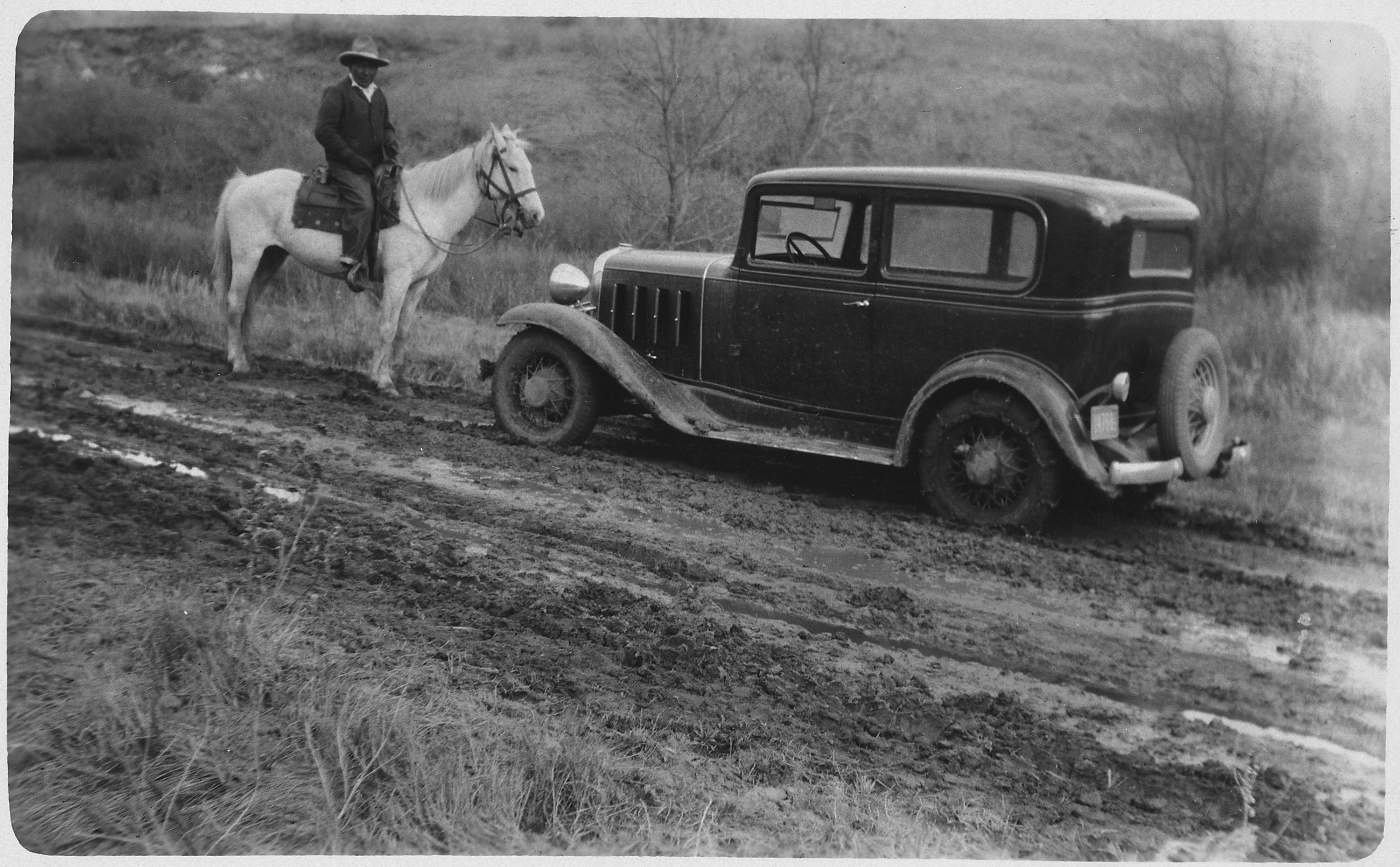
La voiture rencontre un cheval près de Halliday, Dakota du Nord (1933)

Halliday a été fondée en 1914.

## Démographie
| 1920 | 1930 | 1940 | 1950 | 1960 | 1970 |
| ---- | ---- | ---- | ---- | ---- | ---- |
| 289  | 305  | 395  | 477  | 509  | 413  |

| 1980 | 1990 | 2000 | 2010 | - | - |
| ---- | ---- | ---- | ---- | - | - |
| 355  | 288  | 227  | 188  | - | - |

## Source
- (en) Cet article est partiellement ou en totalité issu de l’article de Wikipédia en anglais intitulé « Halliday, North Dakota » (voir la liste des auteurs).